# Highland Acres
Highland Acres est une census-designated place située dans le comté de Kent, dans l’État du Delaware, aux États-Unis. Sa population s’élevait à 3 459 habitants lors du recensement de 2010. Highland Acres fait partie de l’agglomération de Dover, la capitale de l’État.

## Démographie
| 1970  | 1980  | 1990  | 2000  | 2010  | - |
| ----- | ----- | ----- | ----- | ----- | - |
| 1 471 | 2 994 | 3 151 | 3 379 | 3 459 | - |

## Source
- (en) Cet article est partiellement ou en totalité issu de l’article de Wikipédia en anglais intitulé « Highland Acres, Delaware » (voir la liste des auteurs).